# Work Bitch
"Work Bitch" (hay thường viết cách điệu thành Work B**ch!) là một bài hát của ca sĩ người Mỹ Britney Spears nằm trong album phòng thu thứ tám của cô Britney Jean (2013). Bài hát được ra mắt lần đầu vào ngày 15 tháng 9 năm 2013 trên iHeartRadio và một số đài phát thanh của Clear Channel và chính thức phát hành vào ngày 17 tháng 9 năm 2013 bởi RCA Records như là đĩa đơn đầu tiên trích từ album. Một phiên bản sạch của bài hát cũng được phát hành với tiêu đề "Work Work". "Work Bitch" được sáng tác bởi Spears, will.i.am, Otto Knows, Sebastian Ingrosso, Anthony Preston và Ruth-Anne Cunningham, trong khi phần sản xuất của bài hát được xử lý bởi Ingrosso, Jettman và Adams. Đây là một bản EDM với phong cách hát như nói ở phần lớn bài hát, trong đó Spears liên tục thúc giục những cô gái hãy làm việc. 
Sau khi phát hành, "Work Bitch" nhận được những phản ứng tích cực từ các nhà phê bình âm nhạc, trong đó họ đánh giá cao khâu sản xuất, lời bài hát trao quyền cho phụ nữ và ca ngợi Spears luôn hăng hái trong việc theo đuổi phong cách nhạc điện tử. Bài hát cũng gặt hái những thành công đáng kể về mặt thương mại, lọt vào top 10 trên các bảng xếp hạng ở Canada, Phần Lan, Pháp, Ý, Tây Ban Nha và Vương quốc Anh và top 30 ở hầu hết những thị trường còn lại. Tại Hoa Kỳ, "Work Bitch" ra mắt và đạt vị trí thứ 12 trên bảng xếp hạng Billboard Hot 100, trở thành đĩa đơn thứ 19 của Spears vươn đến top 20 tại đây. Ngoài ra, bài hát xuất hiện trên Mainstream Top 40 ở vị trí thứ 25, đánh dấu lần thứ 31 Spears lọt vào bảng xếp hạng và giúp cô lúc bấy giờ vượt qua Mariah Carey để trở thành nghệ sĩ có nhiều lần xuất hiện thứ hai trong lịch sử bảng xếp hạng.
Video ca nhạc cho "Work Bitch" được đạo diễn bởi Ben Mor và ghi hình ở Malibu, California, trong đó Spears nhảy múa ở nhiều bối cảnh khác nhau và đóng vai trò như một nữ chúa với những vũ công của cô. Đây là một trong những video ca nhạc tốn kém nhất mọi thời đại và nhận được sự hoan nghênh từ giới phê bình đối với vũ đạo của Spears và kỹ thuật quay phim, cũng như so sánh với một số video ca nhạc trước đây của cô. Để quảng bá bài hát, Spears trình diễn "Work Bitch" lần đầu tiên để mở màn cho loạt buổi diễn cư trú của cô tại Las Vegas, Britney: Piece of Me (2013–17). Ngoài ra, nữ ca sĩ cũng thể hiện bài hát ở một số chương trình truyền hình và lễ trao giải lớn, bao gồm giải thưởng âm nhạc Billboard, Lễ hội âm nhạc iHeartRadio, Lễ hội âm nhạc Apple và Dick Clark's New Year's Rockin' Eve cũng như hai chuyến lưu diễn Piece of Me Tour và Britney: Live in Concert.

## Danh sách bài hát
| - Đĩa đơn CD 1. "Work Bitch" – 4:07 2. "Work Bitch" (không lời) – 4:07 - Tải nhạc số 1. "Work Bitch" – 4:07 | - Tải nhạc số (bản sạch) 1. "Work Work" – 4:07 |

## Thành phần thực hiện
Thành phần thực hiện được trích từ ghi chú từ đĩa đơn CD "Work Bitch".
Thu âm
- Thu âm và lập trình tại KBK Studios, Stockholm, Thụy Điển
- Phối khí tại Record Plant, Los Angeles, California, Hoa Kỳ
- Giọng hát thu âm và lập trình tại Glenwood Studio, Burbank, California, Hoa Kỳ

Nhân sự
- Britney Spears – giọng chính và giọng bè, sáng tác
- will.i.am – sáng tác, điều hành sản xuất, sản xuất, sản xuất giọng hát, giọng bè
- Otto Knows – sáng tác, sản xuất, nhạc khí, lập trình, thu âm, kỹ sư
- Sebastian Ingrosso – sáng tác, sản xuất, nhạc khí, lập trình, thu âm, kỹ sư
- Anthony Preston – sáng tác, sản xuất giọng hát, giọng bè
- Ruth-Anne Cunningham – sáng tác
- Myah Marie – giọng bè
- Joe Peluso – phối khí
- Julian Prindle – thu âm giọng hát, kỹ sư giọng hát
- Jacob Dennis – hỗ trợ kỹ sư giọng hát
- Chris Kahn – hỗ trợ kỹ sư giọng hát

## Xếp hạng
| Bảng xếp hạng (2013-14)                        | Vị trí cao nhất |
| ---------------------------------------------- | --------------- |
| Úc (ARIA)                                      | 22              |
| Áo (Ö3 Austria Top 40)                         | 37              |
| Bỉ (Ultratop 50 Flanders)                      | 14              |
| Bỉ (Ultratop 50 Wallonia)                      | 11              |
| Canada (Canadian Hot 100)                      | 5               |
| Canada CHR/Top 40 (Billboard)                  | 9               |
| Canada Hot AC (Billboard)                      | 23              |
| CIS (Tophit)                                   | 16              |
| Cộng hòa Séc (Rádio Top 100)                   | 17              |
| Đan Mạch (Tracklisten)                         | 17              |
| Phần Lan (The Official Finnish Download Chart) | 9               |
| Pháp (SNEP)                                    | 6               |
| Đức (GfK)                                      | 36              |
| Hy Lạp Nhạc số (Billboard)                     | 3               |
| Hungary (Dance Top 40)                         | 12              |
| Hungary (Single Top 40)                        | 12              |
| Ireland (IRMA)                                 | 13              |
| Ý (FIMI)                                       | 6               |
| Nhật Bản (Billboard Japan Hot 100)             | 25              |
| Lebanon (Lebanese Top 20)                      | 9               |
| Mexico (Billboard Ingles Airplay)              | 3               |
| Mexico Anglo (Monitor Latino)                  | 5               |
| Hà Lan (Dutch Top 40 Tipparade)                | 2               |
| Hà Lan (Single Top 100)                        | 45              |
| New Zealand (Recorded Music NZ)                | 28              |
| Ba Lan (Dance Top 50)                          | 32              |
| Nga Airplay (Tophit)                           | 13              |
| Scotland (OCC)                                 | 7               |
| Slovakia (Rádio Top 100)                       | 26              |
| Hàn Quốc Quốc tế (Circle)                      | 3               |
| Tây Ban Nha (PROMUSICAE)                       | 8               |
| Thụy Điển (Sverigetopplistan)                  | 30              |
| Thụy Sĩ (Schweizer Hitparade)                  | 25              |
| Ukraina Airplay (Tophit)                       | 56              |
| Anh Quốc (OCC)                                 | 7               |
| Anh Quốc Dance (OCC)                           | 2               |
| Hoa Kỳ Billboard Hot 100                       | 12              |
| Hoa Kỳ Dance Club Songs (Billboard)            | 2               |
| Hoa Kỳ Hot Dance/Electronic Songs (Billboard)  | 4               |
| Hoa Kỳ Pop Airplay (Billboard)                 | 14              |
| Hoa Kỳ Rhythmic (Billboard)                    | 30              |
| Venezuela (Record Report)                      | 81              |
| Venezuela Pop Rock (Record Report)             | 2               |

| Bảng xếp hạng (2013)                          | Vị trí |
| --------------------------------------------- | ------ |
| Bỉ (Ultratop 50 Wallonia)                     | 94     |
| Bỉ Dance (Ultratop 50 Wallonia)               | 34     |
| Canada (Canadian Hot 100)                     | 89     |
| CIS (TopHit)                                  | 120    |
| Pháp (SNEP)                                   | 95     |
| Hungary (Dance Top 40)                        | 75     |
| Nga Phát thanh (TopHit)                       | 168    |
| Hoa Kỳ Hot Dance/Electronic Songs (Billboard) | 17     |
| Bảng xếp hạng (2014)                          | Vị trí |
| Hungary (Dance Top 40)                        | 63     |
| Hoa Kỳ Hot Dance/Electronic Songs (Billboard) | 26     |

## Chứng nhận
| Quốc gia | Chứng nhận  | Số đơn vị/doanh số chứng nhận |
| --- | ----------- | ----------------------------- |
| Úc (ARIA) | Vàng        | 35.000^                       |
| Canada (Music Canada) | Bạch kim    | 80.000*                       |
| Ý (FIMI) | Vàng        | 15.000*                       |
| México (AMPROFON) | Vàng        | 30.000*                       |
| Hàn Quốc (KMCA) | —           | 43,788                        |
| Thụy Điển (GLF) | Bạch kim    | 20.000‡                       |
| Anh Quốc (BPI) | Vàng        | 400.000‡                      |
| Hoa Kỳ (RIAA) | 2× Bạch kim | 2.000.000‡                    |
| Venezuela (APFV) | Bạch kim    | 10,000^                       |
| Streaming |             |                               |
| Đan Mạch (IFPI Đan Mạch) | Vàng        | 900.000                       |
| * Chứng nhận dựa theo doanh số tiêu thụ. · ^ Chứng nhận dựa theo doanh số nhập hàng. · ‡ Chứng nhận dựa theo doanh số tiêu thụ và phát trực tuyến. · Chứng nhận dựa theo doanh số phát trực tuyến. |             |                               |

## Lịch sử phát hành
| Quốc gia       | Ngày              | Định dạng                | Hãng đĩa   |
| -------------- | ----------------- | ------------------------ | ---------- |
| Ý              | 15 tháng 9, 2013  | Contemporary hit radio   | Sony Music |
| Hoa Kỳ         | 16 tháng 9, 2013  | Tải nhạc số              | RCA        |
| Pháp           | 16 tháng 9, 2013  | Tải nhạc số              | Sony Music |
| Đức            | 16 tháng 9, 2013  | Tải nhạc số              | Sony Music |
| Ý              | 16 tháng 9, 2013  | Tải nhạc số              | Sony Music |
| Tây Ban Nha    | 16 tháng 9, 2013  | Tải nhạc số              | Sony Music |
| Hoa Kỳ         | 24 tháng 9, 2013  | Contemporary hit radio   | RCA        |
| Hoa Kỳ         | 24 tháng 9, 2013  | Rhythmic crossover radio | RCA        |
| Đức            | 18 tháng 10, 2013 | CD                       | Sony Music |
| Vương quốc Anh | 3 tháng 11, 2013  | Tải nhạc số              | RCA        |